# Systaria princesa
Espèce
Systaria princesa est une espèce d'araignées aranéomorphes de la famille des Miturgidae.

## Distribution
Cette espèce est endémique de Palawan aux Philippines,. Elle se rencontre dans des grottes du parc national de la rivière souterraine de Puerto Princesa.

## Description
Le mâle holotype mesure 9,1 mm, les mâles mesurent de 7,5 à 9,1 mm et les femelles de 9,2 à 12,2 mm.

## Étymologie
Son nom d'espèce lui a été donné en référence au lieu de sa découverte, le parc national de la rivière souterraine de Puerto Princesa.

## Publication originale
- Jäger, 2018 : On the genus Systaria (Araneae: Clubionidae) in Southeast Asia: new species from caves and forests. Zootaxa, no 4504(4), p. 524-544.